# Atli Bjørn
Atli Bjørn (11. juli 1933 i København - 2. februar 1993) var en dansk jazzmusiker og komponist, der spillede klaver.
Bjørn var blandt de første, der spillede bebop i Danmark, bl.a. sammen med Max Brüel i 1955. Senere i samme årti spillede han med Ib Glindemann og Monica Zetterlund.
I Jazzhus Montmartre ledsagde han i 1960'erne amerikanske gæster såsom Johnny Griffin, Dexter Gordon og Don Byas, og han komponerede musikken til kortfilmen Interval.
På grund af sygdom spillede Atli Bjørn efterhånden ret sjældent, dog lavede han indspilninger for DR i 1979 og 1981, som senere er blevet udgivet som LP og CD.